# ويليام ستيفنز فيلدينغ
ويليام ستيفنز فيلدينغ هو صحفي وناشر وسياسي كندي، ولد في 24 نوفمبر 1848 في هاليفاكس في كندا، وتوفي في 23 يونيو 1929 في أوتاوا في كندا. حزبياً، نشط في الحزب الليبرالي الكندي والحزب الليبرالي في نوفا سكوشا ‏.

## مناصب
- انتخب عضو مجلس العموم الكندي عن دائرة Shelburne and Queen's [الإنجليزية]‏ (5 أغسطس 1896 – 21 سبتمبر 1911).
- انتخب عضو مجلس الشورى البريطاني.
- انتخب عضو مجلس نواب نوفا سكوتيا (20 يونيو 1882 – 18 يوليو 1896).
- انتخب رئيس وزراء نوفا سكوتيا [الإنجليزية]‏ (28 يوليو 1884 – 18 يوليو 1896).

## روابط خارجية
- ويليام ستيفنز فيلدينغ على موقع الموسوعة البريطانية (الإنجليزية)